# Pet Sounds
Pet Sounds (с англ. — «Любимые звуки»; МФА: [pɛt saʊndz]) — одиннадцатый студийный альбом американской рок-группы The Beach Boys. Релиз альбома состоялся 16 мая 1966 года. Он радикально отличается от всех предыдущих пластинок группы: вместо привычных рок-н-ролла и сёрф-рока, на пластинке доминирует стиль барокко-поп, а тексты песен имеют интроспективный характер.
Практически сольный проект лидера группы Брайана Уилсона, Pet Sounds был записан тогда, когда Уилсон уже не принимал участия в концертных выступлениях, а сосредоточился на работе в студии. Почти все песни и аранжировки были созданы именно им. По его идее, кроме более привычных гитар и клавишных, использованы духовые и струнные инструменты, электрический терменвокс, клавесин, вибрафон, орган и подручные вещи: велосипедные звонки, свистки, банки «Кока-колы» и тому подобные. Эти нововведения помогли создать уникальный богатый звук, необычный для поп-музыки тех времен. Пластинка оказала значительное влияние на развитие поп и рок-музыки, вдохновив многих музыкантов на экспериментирование со звучанием и использованием различных музыкальных инструментов. После релиза Pet Sounds занял десятую позицию в хит-параде Billboard 200, а в Великобритании достиг второй позиции.
Настоящее признание альбом получил в начале 1990-х годов. С тех пор он неоднократно возглавлял списки лучших альбомов по версии различных музыкальных журналов. В списке 500 величайших альбомов всех времён по версии журнала Rolling Stone занял второе место. В 2004 году альбом был включён в Национальный реестр аудиозаписей.

## История создания

### Предыстория
После выпуска альбомов Summer Days (And Summer Nights!!) в апреле 1965 года и Beach Boys’ Party! в ноябре того же года, бас-гитаристу и художественному руководителю группы, Брайану Уилсону, не хватило вдохновения для создания нового материала. Однако, вскоре у него появилась муза — альбом Rubber Soul его главных конкурентов, британской группы The Beatles. Особенно поразило его то, что это был не просто сборник песен — все его композиции необычайно гармонично сочетались, как ни на любом другом. Эта пластинка стала своеобразным вызовом Уилсону создать выдающийся рок-альбом, который превзошёл бы произведения The Beatles. Уже прекратив выступления и работая исключительно в студии, Уилсон развивал своё композиторское и продюсерское мастерство в течение нескольких лет. Ещё при записи альбомов The Beach Boys Today! и Summer Days он начал экспериментировать с аранжировкой и текстами песен, а при работе над Pet Sounds его методы произведения и записи песен достигли вершины. Почти всю музыку для альбома он составил самостоятельно, а для работы над текстами песен начал искать партнёра-песенника.

### Создание нового материала
В начале января 1966 года Уилсон связался с молодым поэтом и редактором Тони Эшером, с которым несколько недель назад познакомился в голливудской студии звукозаписи. По словам Эшера, они едва знали друг друга, и он никогда не мог представить, что Уилсон захочет работать с ним, ведь тот почти ничего не знал о его творчестве. Он предполагал, что музыкант узнал о его поэтических способностях от их общих друзей. Когда они через несколько дней встретились, Уилсон наиграл Эшеру кое-что из музыки, которую он уже сочинил — и дал тому кассету со звуковой дорожкой песни с рабочим названием «In My Childhood». Хотя текст уже был готов, Эшер написал новый, который больше понравился Брайану. В результате песня была переименована в «You Still Believe in Me».
Некоторые тексты Эшер и Уилсон сочинили вместе, другие Эшер написал самостоятельно. Много времени музыкант и поэт проводили непринужденно общаясь, и именно во время этих бесед у них возникло много идей относительно слов песен. Эшер позже вспоминал о сотрудничестве с Уилсоном:

Главную тему для текстов всегда задавал Брайан, а я находил нужные слова. Я просто был его переводчиком.
Оригинальный текст (англ.)The general tenor of the lyrics was often [Brian's], however the actual choice of words was usually mine. I was really just his interpreter.

Вернувшись из трехнедельного турне по Японии и Гавайям, другие члены группы — Майк Лав, Алан Джардин, Карл Уилсон и Деннис Уилсон были поражены новым необычным звучанием, музыкальными приёмами и текстами песен. Они не сразу приняли идеи Уилсона — более всех против нового звучания выступал Майк Лав. Его привело в замешательство то, что Брайан отказался писать новые хиты о машинах, пляжах и серфинге, которые уже стали формулой успеха и визитной карточкой группы. Он считал, что новые «мудреные» песни отстранят большую часть их аудитории, состоявшей, в основном, из подростков. Кроме того, эти композиции были достаточно сложными для исполнения на сцене.
Большинство песен альбома написаны в период с декабря 1965 года по январь 1966 года. Соавтором многих из них был Эшер. Песни «Wouldn’t It Be Nice», «I Know There’s an Answer» и «I’m Waiting for the Day» были написаны в соавторстве с Майком Лавом. В создании «І Know There’s an Answer» также принял участие дорожный менеджер группы Терри Захен; в процессе написания песни «I Know There’s an Answer» Лав сделал вклад, в основном, тем, что категорически был против первоначального заголовка — «Hang on to Your Ego» — и настаивал на том, чтобы текст припева, где он заметил намеки на наркотики, переписали.

Я знал, что Брайан начал экспериментировать с ЛСД и другими психоделиками. Среди тех, кто употреблял этот наркотик, была тогда распространена мысль, что он поможет разбить ваше эго — вроде в этом есть что-то хорошее… Я не интересовался кислотой и лишением моего эго. (Из воспоминаний Майка Лава)
Оригинальный текст (англ.)I was aware that Brian was beginning to experiment with LSD and other psychedelics. The prevailing drug jargon at the time had it that doses of LSD would shatter your ego, as if that were a positive thing... I wasn’t interested in taking acid or getting rid of my ego.

Алан Джардин вспоминал, что Брайан очень обеспокоился и сам решил изменить слова, потому что в них было «слишком много контроверсии». Однако, когда через много лет первоначальная версия песни была включена в CD-издание альбома, критики не нашли в тексте ничего скандального. «Wouldn’t It Be Nice» — одна из нескольких песен, для которых слова Эшер написал самостоятельно, а уже позже, Лав добавил в конце песни слова: «Goodnight, my baby, sleep tight, my baby».
Относительно песни «God Only Knows», авторы, составляя к ней слова, отнюдь не были уверены, следует ли им пользоваться словом «Бог» в тексте песни и её названии, чтобы не вызвать споры, ведь ни один музыкант до сих пор не решился сделать этого. В конце оба решили не менять ничего, потому что не могли подобрать лучших слов. В песне «I Just Wasn’t Made for These Times» рассказывалось об одиночестве Брайана, о несоответствии того стандартам современного общества. Для Эшера сочинение стихов на эту тему оказалось самым сложным — ему было трудно понять и передать словами подобные ощущения. Тексты Тони Эшера придали зрелости песням Уилсона и органично дополнили его музыку и аранжировки. Из-за очень личного характера песен Уилсон даже размышлял о том, чтобы выпустить этот альбом как свой сольный.

### Запись альбома
Сложив песни буквально на ходу, Уилсон быстро и продуктивно работал над аранжировкой и записью альбома весь январь и начало февраля 1966 года. Когда другие члены The Beach Boys вернулись из концертного тура по Дальнему Востоку, шесть звуковых дорожек новых песен уже были готовы. Почти все инструментальные партии композиций были записаны командой специально нанятых высококлассных сессионных музыкантов, известных как The Wrecking Crew, и симфонического оркестра. Майк Лав, Карл Уилсон, Деннис Уилсон, Алан Джардин и Брюс Джонстон выступили в студии в основном как вокалисты, следуя инструкциям Уилсона.
В общем, все звуковые дорожки и вокальное сопровождение были записаны за четыре месяца, в больших студиях Лос-Анджелеса: Gold Star, United Western, Sunset Sound. Все песни были аранжированы и спродюсированы Брайаном Уилсоном. Он также был автором или соавтором всех песен, кроме «Sloop John B». В звукозаписи он пользовался более утончённой и развитой версией приёма, созданного его наставником и соперником, музыкальным продюсером Филом Спектором — «Стеной звука», что достигается унисонным звучанием большого количества инструментов и голосов, создавая эффект плотного звукового слоя. Как и Спектор, Уилсон пытался использовать все средства студии как единый инструмент, применял оригинальные комбинации инструментов и голосов, комбинируя их с эхом и реверберацией. Он также использовал технику, при которой сочетание звуков двух инструментов создавало третий полностью новый звук. Его аранжировки выходили более комплексными и новаторскими, чем это было типично для поп-музыки 1960-х.
Обычно Уилсон создавал звуковое сопровождение песни, записывая на четырёхдорожечный магнитофон живое исполнение ансамбля. Относительно вокала, сначала записывался голос солиста, а на дополнительную дорожку накладывались богатые вокальные гармонии. В записи вокала участвовали все члены The Beach Boys, а также певец Брюс Джонстон, который позже стал постоянным участником группы. Самые высокие вокальные партии обычно исполнял Брайан, самые низкие — Майк. Несмотря на то, что в его распоряжении были средства для стереозаписи, Уилсон всегда миксовал финальную версию песни в моно. Он делал это по нескольким причинам. Во-первых, он считал, что стерео не даёт слушателю «полной звуковой картины», если только он не стоит между двумя динамиками. Во-вторых, тогдашнее радио, телевидение и большинство домашних проигрывателей транслировали музыку в моноформате. Кроме того, сам Уилсон был практически полностью глухим на одно ухо.
Хотя Уилсон самостоятельно сочинял мелодии и аранжировки, он всегда был открыт для советов и идей коллег. Иногда он даже добавлял к композиции явные ошибки и посторонние звуки, если ему казалось, что это может сделать её интересной и необычной. 17 февраля 1966 года Уилсон с сессионными музыкантами сделали первые звукозаписи новой песни «Good Vibrations». Примерно 23 февраля он направил предварительный список композиций новой пластинки на лейбл звукозаписи Capitol Records, в который была включена и «Good Vibrations». В феврале и марте Уилсон занимался «шлифовкой» музыкального сопровождения. К удивлению остальных членов группы, позже он решил не включать «Good Vibrations» в эту пластинку — он считал, что над этой композицией следует ещё поработать. Позже композиция вошла в следующий студийный альбома группы — Smiley Smile.
Март и начало апреля были посвящены записи вокальных партий — эта работа оказалась особенно изнурительной. Майк Лав вспоминал, что Уилсон стремился испытать все возможные варианты, добивался совершенного, по его мнению, звучания голосов — а на следующий день мог решить, что записанный материал ни на что не годится, и они начинали всю работу сначала.

### Название и обложка
10 февраля 1966 года участники группы отправились в зоопарк Сан-Диего, где сфотографировались с козами для обложки альбома, уже ранее названного Pet Sounds. Членов группы сопровождал в качестве фотографа Джордж Джерман. Фотографии для буклета к альбому были созданы Дэйвом Джемпелом. В 2011 году обложка альбома заняла 32-е место в списке лучших обложек альбомов всех времен по мнению читателей интернет-издания MusicRadar.
Таким образом они обыграли название альбома, которое может переводиться одновременно и как «Любимые звуки», и как «Звуки домашних животных». До сих пор неясно, кто придумал это название. Брайан Уилсон считает, что идея принадлежит Карлу. Карл, в свою очередь, утверждает, что автором названия был Брайан.
Его идея была в том, что у каждого есть какие-то звуки, которые он любит, и этот альбом был сборником любимых звуков Брайана.
Майк Лав заявляет, что именно он придумал название — уже после того, как были сделаны фотографии для обложки, и в конец альбома добавили лай собаки — именно это подсказало ему такой заголовок. На обложку альбома Pet Sounds существуют многочисленные пародии.

### Выпуск
В середине апреля 1966 года работа над альбомом была закончена, и материал был отправлен на лейбл Capitol Records. Представители лейбла отнеслись к новому материалу с недоверием — как и Майк Лав, они считали, что после коммерчески успешного сингла с рок-н-роллом «Barbara Ann» меланхоличные песни интроспективного характера в оркестровом сопровождении станут провалом, и они потеряют свой рынок. Вслед за выпуском Pet Sounds они издали сборник «пляжных» хитов группы.
Песня «Caroline, No» была выпущена в качестве сольного сингла Брайана Уилсона, поэтому начались разговоры о том, что он якобы собирается покинуть группу и начать сольную карьеру. Сингл занял 32 позицию в хит-параде США. Сингл «Sloop John B» имел большой успех, заняв третье место в чарте Billboard Hot 100 и второе в Великобритании. Сингл «Wouldn’t It Be Nice» достиг 8-й строчки в американских чартах. «God Only Knows» также стал № 2 в Великобритании, но в США занял только 39-ю позицию в хит-параде.
Сама пластинка попала в десятку лучших альбомов американского хит-парада Billboard Top LP’s, не оправдав разговоров о том, что альбом станет провалом в США. В Австралии альбом был издан под названием The Fabulous Beach Boys (с англ. — «Потрясающие «Бич Бойз»») на лейбле Music for Pleasure. Пластинку достаточно серьёзно восприняли в Великобритании, где она заняла второе место в чарте Top 40 Album Chart. Однако, как и Beach Boys’ Party!, Pet Sounds в продажах не достиг «золотого» статуса при первоначальном выпуске, к большому разочарованию Уилсона. В значительной степени в этом была вина лейбла Capitol Records, недостаточно рекламировавшей пластинку, считая её некоммерческой и обречённой на провал.
Журналист Дэвид Лиф объясняет неудачу тем, что поклонники группы не были готовы принять альбом с классическим оркестром, сложными мелодиями и откровенно личными текстами песен, в том числе после простого «вечеринкового» Beach Boys’ Party!. Другие, кого диск потенциально смог бы заинтересовать — хиппи и битники — проигнорировали его, поскольку воспринимали The Beach Boys только как группу парней-серфингистов в полосатых рубашках и не ожидали от них ничего нового.

## Трибьюты
Под влиянием Pet Sounds были записаны такие трибьют-альбомы, как Do It Again: A Tribute to Pet Sounds (2005), The String Quartet Tribute to the Beach Boys' Pet Sounds (2006), MOJO Presents Pet Sounds Revisited (2012), A Tribute to Pet Sounds (2016).
В середине 1990-х годов Роберт Шнайдер из группы The Apples in Stereo и Джим Макинтайр из группы Von Hemmling, основали Pet Sounds Studio, которая предназначалась для записи материала лейбла Elephant 6. На студии были записаны такие альбомы, как In the Aeroplane Over the Sea группы Neutral Milk Hotel, Dusk at Cubist Castle и Black Foliage группы The Olivia Tremor Control.

## Живые выступления

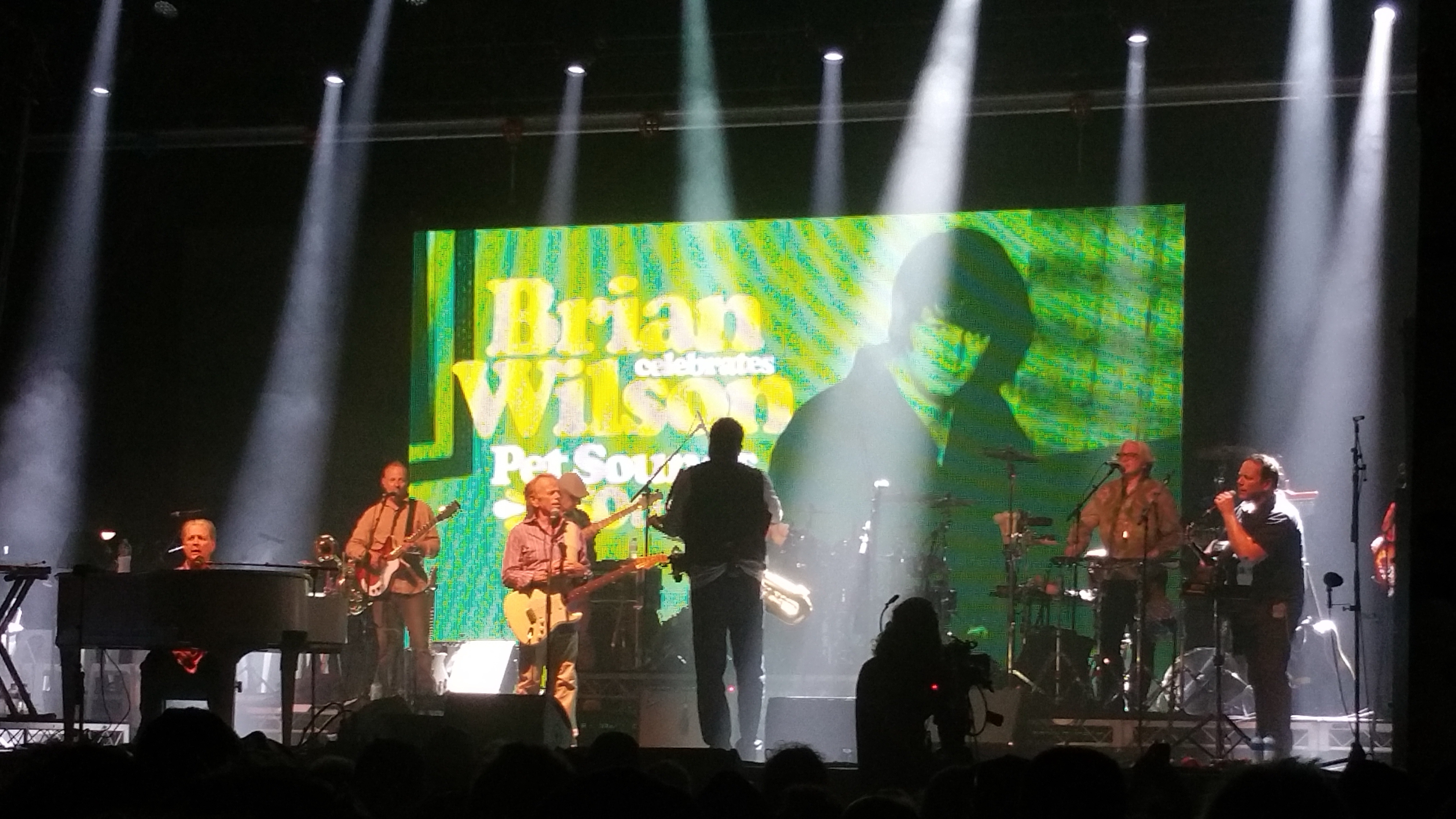
Уилсон исполняет Pet Sounds в качестве сольного артиста на фестивале Byron Bay Bluesfest, 2016

После выпуска альбома у группы состоялось несколько концертных выступлений, на которых исполнялись песни с альбома, в том числе «Wouldn’t It Be Nice», «Sloop John B» и «God Only Knows». Другие песни тоже исполняли на концертах, хоть и редко, и альбом ни разу не был исполнен в полном объёме. В конце 1990-х годов Карл Уилсон отклонил предложение группы The Beach Boys исполнять Pet Sounds на десяти концертных шоу.
В качестве сольного исполнителя Брайан исполнял целый альбом на своих концертах в 2000 году совместно с симфоническим оркестром, и трижды без оркестра в рамках турне 2002 года. Запись с одного из концертов в рамках тура 2002 года была выпущена как концертный альбом Brian Wilson Presents Pet Sounds Live. В 2013 году Уилсон исполнял альбом на двух концертах без предварительного объявления. В 2016 году Уилсон исполнил альбом на нескольких концертах в Австралии, Японии, Европе, Канаде и США.

## Реакция критиков и слушателей
| Оценки критиков               | Оценки критиков      |
| Источник                      | Оценка               |
| ----------------------------- | -------------------- |
| 1001 Albums You Must Hear…    | без оценки           |
| AllMusic                      | [ 21 ]               |
| Blender                       | [ 42 ]               |
| BrooklynVegan                 | без оценки           |
| Cashbox                       | без оценки           |
| Chicago Sun-Times             | [ 45 ]               |
| Chicago Tribune               | [ 46 ]               |
| Encyclopedia of Popular Music | [ 47 ]               |
| Entertainment Weekly          | A+                   |
| The Great Rock Discography    | [ 49 ]               |
| Laut.de                       | [ 50 ]               |
| Melody Maker                  | без оценки           |
| MusicHound                    | [ 52 ]               |
| Music Week                    | [ 53 ]               |
| Q                             | [ 54 ]               |
| Rolling Stone                 | [ 55 ] [ 56 ] [ 57 ] |
| The Rolling Stone Album Guide | [ 58 ]               |
| Slant Magazine                | [ 59 ]               |
| Sputnikmusic                  | [ 60 ]               |
| warr.org                      | [ 61 ]               |
| Георгий Старостин             | [ 62 ]               |

Хотя сначала Pet Sounds не стал бестселлером, его влияние началось со дня его выпуска. Британская пресса отметила его продюсерские и композиторские нововведения, что принесло группе славу главных рок-новаторов в интеллектуальных кругах. Критики отметили «волшебный мужской вокал», «потрясающие мелодии», духовность текстов песен.
Рецензии современных критиков также в целом благоприятные — пластинку называют лучшим альбомом группы и одним из лучших альбомов 1960-х. Некоторые считают, что звучание пластинки может показаться архаичным из-за оркестровых аранжировок в «голливудском стиле».
Pet Sounds получил положительные отзывы и от других музыкантов. Например, The Beatles говорили, что он оказал огромное влияние на их знаменитый концептуальный альбом Sgt. Pepper’s Lonely Hearts Club Band. Продюсер The Beatles, Джордж Мартин сказал, что «без Pet Sounds не было бы Сержанта Пепера. Пеппер был попыткой достичь уровня Pet Sounds». Участник The Beatles и выдающийся композитор Пол Маккартни неоднократно называл его одним из своих любимых дисков:
Pet Sounds сбил меня с ног. Я очень люблю этот альбом. Я купил каждому из моих детей по копии пластинки, чтобы они просвещались. Я считаю, что никто не может быть образован в музыке до тех пор, пока они не послушают этот альбом. Мне нравится оркестр, аранжировка (…) Видимо, это будет звучать как преувеличение, если я скажу, что это классика века, но лично для меня это действительно классическая запись, непробиваемая. Я играл эту пластинку Джону [Леннону] так часто, что вряд ли он избежал её влияния. Это была пластинка своего времени. (…) Что действительно обострило мое внимание, это басовые партии, а ещё то, как мелодия на них ложится. Думаю, что это сильно повлияло на меня, и я с тех пор начал составлять довольно мелодичные басовые партии. (…) «God Only Knows» — моя любимая, очень эмоциональная, всегда захватывает дух. В «You Still Believe in Me» я люблю мелодию, она просто убивает меня … это звучит так хорошо в конце, когда тебя накрывают эти разноцветные вокальные гармонии.
Многие также называли Pet Sounds одним из классических дисков всех времен. Эрик Клэптон сказал: «Я считаю Pet Sounds одним из великих поп-альбомов. Он вобрал в себя все, что меня увлекает, и выплеснул все это на меня».
Элтон Джон считает Pet Sounds вехой, поворотным пунктом в истории развития музыки: «Сказать, что он очаровал меня, было бы преуменьшением. Я никогда раньше не слышал таких волшебных звуков, так прекрасно записанных. Без сомнения, он изменил мой подход к произведению и записи музыки».
Пит Таунсенд из группы The Who не оценил альбом:
Этот альбом был написан для публики, сочувствующей личным проблемам Брайана Уилсона. (…) Нам всегда нравились их сёрф-песни, мы играем на сцене Barbara Ann, потому что она заводит публику. Но новые песни The Beach Boys совсем далеки от этого и слишком странные. Это для женской аудитории.
Популярный исполнитель Боб Дилан оценил альбом Pet Sounds и сказал: «Свой музыкальный слух Уилсон должен отписать Смитсоновскому институту».

## Переиздания
Альбом был переиздан на грампластинке в 1972 и 1995 годах. На компакт-диске альбом впервые вышел в 1990 году и повторно в 1993, 2000 и 2007 годах.
В 1997 году вышла «коробка» The Pet Sounds Sessions, содержащая оригинальный мономикс и первый стереомикс альбома, три дополнительных компакт-диска с записью дублей, репетиций и демонстрационных версий песен.
Стереоверсия альбома была вновь издана в 1999 году на виниловой пластинке и компакт-диске, и в 2001 году с дополнительной композицией «I Know There’s an Answer» (первоначальное название «Hang on to Your Ego»).
Во время концертного тура Брайана Уилсона 2002 года, где он исполнил все песни с альбома на сцене, был записан и издан концертный вариант альбома — Pet Sounds Live.
29 августа 2006 года лейбл Capitol Records выпустил юбилейное издание альбома, в обычных футлярах и в зелёной упаковке, как подарочное издание — с новым мономиксом, DVD-миксом (стерео и Surround Sound) и документальным фильмом о создании пластинки. Также вышел набор из двух виниловых дисков, с моноверсией на жёлтом диске и со стереоверсией на зелёном.
В июне 2016 года лейбл Capitol Records выпустил юбилейное издание пластинки в честь её пятидесятилетия. Издание состоит из коробки, в которую вошли люрик-бук и четыре диска.

## Обзор

### Концепция
Pet Sounds считается одним из первых концептуальных альбомов. По идее Уилсона, альбом должен был быть уникальным не только с музыкальной точки зрения, но и стать своеобразным госпелом, в котором он смог бы выразить все свои сокровенные чувства, разделить со слушателями свои переживания. В результате получился альбом, песни которого объединены не только необычным звучанием, но и общими темами — трудности взросления, конфликт с окружающим миром, поиски любви и разочарования в неудачных отношениях, неуверенность, сомнения. Альбом от начала и до конца выдержан в одном настроении:
«Wouldn’t It Be Nice» — описывает надежды молодых влюблённых на счастливое будущее. «You Still Believe in Me» — темой являются сложные взаимоотношения. Герой страдает от неуверенности в себе и сомнений, и удивляется, что «после всего, что он сделал», девушка все ещё верит в него.
«That’s Not Me» — проблема перехода от юности к зрелости и поисков своего места в жизни. Текст песни рассказывает о парне, который оставил свой дом и переехал в большой город, чтобы доказать всем свою независимость и самостоятельность, но вскоре разочаровался в своей новой одинокой жизни. «Don’t Talk (Put Your Head on My Shoulder)» — герой, понимая мимолетность любви, предпочитает не думать о завтрашнем дне и ни о чём не говорить, в тишине наслаждаясь моментом рядом с любимой. «I’m Waiting for the Day» — герой песни ожидает того дня, когда девушка забудет о своём предыдущем неудачном романе и снова сможет любить. «God Only Knows» — герой песни прямолинейно и искренне заверяет в своих чувствах объект своей любви.
«I Know There’s an Answer» — рассказывает о замешательстве, внутреннем конфликте, поиске ответов на свои вопросы. «Here Today» — пессимистический герой предупреждает второго героя о превратностях любви и её негативных последствиях, рассказывая о своём неудачном опыте. «I Just Wasn’t Made for These Times» — тема одиночества, отсутствия взаимопонимания с другими. «Caroline, No» — тема взросления и потери подростковой чистоты. Герой встречает бывшую возлюбленную и с сожалением отмечает, насколько сильно она изменилась и потеряла то, за что он её когда-то любил.
Примечательна полярная противоположность содержания первой и последней песен — начавшись с оптимистических надежд, альбом завершается разочарованием и тоской. Настроение песен отображается и в их названиях, где используются возражения и сослагательное наклонение — «Wouldn’t It Be Nice» (с англ. — «Разве не было бы это прекрасно?»), «You Still Believe in Me» (с англ. — «Ты все ещё веришь в меня»), «I Just Wasn’t Made for These Times» (с англ. — «Я просто не был создан для этих времен»), «That’s Not Me» (с англ. — «Это не я»), «Don’t Talk» (с англ. — «Не говори»), «Caroline, No» (с англ. — «Кэролайн, нет»).

### Список композиций

#### Первая сторона
«Wouldn’t It Be Nice»
- Перевод «Разве не было бы это прекрасно?»
- Прослушать отрывок (216 кб, OGG)
- Авторы — Брайан Уилсон / Тони Эшер / Майк Лав
- Длительность — 2:22
- Вокал — Брайан Уилсон, Майк Лав (средняя часть)
- Записана: 22 января; 10, 11 апреля 1966 года

Во вступлении звучат проигрыш арфы и мощные ударные. Вокал Брайана звучит в сопровождение духового оркестра и аккордеона. Комбинация «сияющей мелодичности и энергичного темпа» подчеркивает романтичность и оптимизм героев песни. По мнению критиков, песня демонстрирует переход типичной для ансамбля лёгкой сёрф-музыки в барокко-поп. Описывает надежды молодых влюблённых на счастливое будущее — также контрастирует с «пляжной» тематикой песен с предыдущих альбомов The Beach Boys.
«You Still Believe in Me»
- Перевод «Ты всё ещё веришь в меня»
- Прослушать отрывок (252 кб, OGG)
- Авторы — Брайан Уилсон / Тони Эшер
- Длительность — 2:30
- Вокал — Брайан Уилсон
- Записана: 1 ноября 1965, 24 января 1966 года

Брайан Уилсон хотел, чтобы фортепиано во вступлении к данной песни звучало как клавесин, но изящнее. Чтобы достичь такого звука, Тони Эшер, по просьбе Уилсона, зажимал струны фортепиано шпильками — это создавало необычный звон. Как известно, изначально песня рассказывала о детстве, и хотя позже текст был изменён на значительно более серьёзный, в записи сохранились записанные ранее звуки детского гудка и велосипедного звонка — их было технически трудно вырезать. Впоследствии музыкальные критики обратили особое внимание на многоголосие в песне.
«That’s Not Me»
- Перевод «Это не я»
- Прослушать отрывок (172 кб, OGG)
- Авторы — Брайан Уилсон / Тони Эшер
- Длительность — 2:27
- Вокал — Майк Лав
- Записана: 15 февраля 1966 года

Это единственная композиция на пластинке, где не звучат духовые и струнные инструменты, и на которой все участники группы The Beach Boys исполнили инструментальные партии (дополнительно пригласили ещё четырёх сессионных музыкантов). Солистом выступил Майк Лав, а остальные выполнили гармоничное сопровождение. По мнению Уилсона, эта песня с наилучшей стороны продемонстрировала вокальные способности Майка.
«Don’t Talk (Put Your Head on My Shoulder)»
- Перевод «Не говори (Положи голову на мое плечо)»
- Прослушать отрывок демо-версии (258 кб, OGG)
- Авторы — Брайан Уилсон / Тони Эшер
- Длительность — 2:51
- Вокал — Брайан Уилсон
- Записана: 11 февраля, 3 апреля 1966 года

Своеобразное интермеццо на первой стороне пластинки, баллада «Don’t Talk» открывается мрачным звучанием органа. Простота аранжировки компенсируется гармоничной сложностью сопровождения и хрупким фальцетом Брайана с «одновременно меланхоличными, ленивыми и нежными» интонациями. Струнный секстет добавляет сладкого колорита, особенно выразительны трогательные романтические проигрыши перед вторым и третьим куплетами. Басовая линия представлена контрабасом и бас-гитарой Fender, которая имитирует стук сердца, когда Уилсон поёт «…and listen to my heartbeat» (с англ. — «...и слушай стук моего сердца»). Медленный темп и меланхоличное звучание полностью соответствуют содержанию текста песни. Тони Эшер говорил, что идея песни возникла во время их разговора с Брайаном «о взаимоотношениях, о том, каким замечательным может быть бессловесное общение между людьми».
«I’m Waiting for the Day»
- Перевод «Я жду этот день»
- Прослушать отрывок (560 кб, OGG)
- Авторы — Брайан Уилсон / Майк Лав
- Длительность — 3:07
- Вокал — Брайан Уилсон
- Записана: 6, 10 марта 1966 года

Брайану Уилсону не понравилось исполнение вокальных партий своими коллегами, и поэтому он исполнил и записал пение самостоятельно. Существует альтернативная версия с вокалом Майка Лава, которая была включена в бокс-сет The Pet Sounds Sessions.
«Let’s Go Away for Awhile»
- Перевод «Уйдем на некоторое время»
- Прослушать отрывок (308 кб, OGG)
- Авторы — Брайан Уилсон
- Длительность — 2:18
- Вокал — Брайан Уилсон
- Записана: 18, 19 января 1966 года

Одна из двух инструментальных композиций альбома. Записана при участии духового и струнного оркестров. В записи задействованы 12 скрипок, фортепиано, 4 саксофоны, гобой, вибрафон, гитара с бутылкой «Кока-колы» на струнах (для создания специального эффекта). Изначально композиция была подготовлена как звуковая дорожка к песне, но Уилсон решил, что она звучала бы лучше без вокала, и оставил все как было. Композитор назвал этот инструментал своим самым совершенным музыкальным произведением, отметив необычную последовательность аккордов.
«Sloop John B»
- Перевод «Шлюп Джон Б»
- Прослушать отрывок (246 кб, OGG)
- Авторы — народная песня в аранжировке Брайана Уилсона
- Длительность — 2:56
- Вокал — Брайан Уилсон (первый и третий куплеты) и Майк Лав (второй куплет)
- Записана: 12 июля, 7 и 29 декабря 1965 года

Вест-индийскую народную песню «Sloop John B» о неудачном морском путешествии посоветовал записать Ал Джардин, большой любитель фольклора. Звуковое сопровождение этой песни было записано ещё в июле 1965 года, но потом её отложили из-за работы над альбомом Beach Boys’ Party!. Позже песня была доработана и дополнена партией двенадцатиструнки в исполнении Билли Стрейнджа. Поскольку она отличалась своим стилем и настроением от остальных композиций, после выпуска пластинки возникла мысль, что Уилсон был принужден записать её и включить в альбом для большего коммерческого успеха.
Название «John B» принадлежала старому шлюпу, чей экипаж был известен своими бурными гулянками в портах (о чём упоминается в песне). Затонул в Губернаторской бухте острова Ельютер (Багамские острова) примерно в 1900 году. Существуют многочисленные кавер-версии песни, записанные различными музыкантами.

#### Вторая сторона
«God Only Knows»
- Перевод «Только Богу известно»
- Прослушать отрывок (216 кб, OGG)
- Авторы — Брайан Уилсон / Тони Эшер
- Длительность — 2:49
- Вокал — Карл Уилсон
- Бэк-вокал — Брайан Уилсон / Брюс Джонстон
- Записана: 9, 10 марта, 11 апреля 1966 года

Лирическая песня, сочетающая мощность хорошей поп-мелодии и красоту баллады. В композиции звучит английский рожок, партию которого исполнил Алан Робинсон, а также прозвучали арфа, аккордеон, флейта, бас-кларнет, в ритм-секции — бубенчики и банка от «Кока-колы». Уилсону не удавалось подобрать нужные аранжировки для средней части, и тогда пианист Дон Ранди посоветовал сыграть этот фрагмент на стаккато (то есть, отрывисто). Сделав несколько записей со своим вокалом, в конце Уилсон доверил роль солиста Карлу. Он считал, что младший Уилсон смог бы лучше донести смысл песни до слушателей благодаря нежности своего голоса и натуры. Сначала Уилсон попытался задействовать всех участников группы The Beach Boys, музыканта и продюсера Терри Мелчера, свою жену Мэрилин и её сестру, но это звучало довольно «перегруженно». Тогда было решено записать трёхголосую партию с участием Карла, Брайана и Брюса Джонстона. В тот день утомлённый Карл ушёл домой раньше, и тогда Брайан спел партии за себя и за Карла, то есть «верх» и «низ», а «середину» исполнил Джонстон. Эта версия песни попала на первоначальное издание пластинки. Позже Карл дописал свою вокальную партию на том отрезке песни — этот вариант звучит на стереоверсии альбома, изданной на CD.
Эшер иронизировал по поводу слов в начале песни «І may not always love you» (с англ. — «Не всегда, наверное, я буду любить тебя») — по его мнению, это было довольно необычное начало для песни о любви.
«I Know There’s an Answer»
- Перевод «Знаю — ответ есть»
- Прослушать отрывок (304 кб, OGG)
- Авторы — Брайан Уилсон / Майк Лав / Терри Захен
- Длительность — 3:08
- Вокал — Майк Лав, Ал Джардин (куплеты); Брайан Уилсон (припев)
- Записана: 9 февраля 1966 года

В композиции присутствует комбинация банджо и бас-гармоники. Вокал был записан Лавом (первая строка каждого куплета), Ал Джардин (остальные куплеты) и Брайан Уилсон (припев). Некоторые слушатели решили, что в песне солирует только один участник группы.
«Here Today»
- Перевод «Здесь сегодня»
- Прослушать отрывок (250 кб, OGG)
- Авторы — Брайан Уилсон / Тони Эшер
- Длительность — 2:52
- Вокал — Майк Лав
- Записана: 11, 25 марта 1966 года

Песня о любви, которая «здесь сегодня, а завтра её уже нет». Песня полностью исполнена Майком Лавом. Проигрыш в середине песни содержит три различные мелодии. Во время его звучания можно также услышать отрывки разговоров — в первом случае это Брюс Джонстон обсуждает фотокамеры с фотографом в студии, во втором Брайан просит звукоинженера перемотать плёнку с записью на начало («Top, please!»). В куплетах звучит переделанная партия бас-гитары из песни «Good Vibrations».
«I Just wasn’t Made for These Times»
- Перевод «Я просто не был создан для этих времен»
- Прослушать отрывок (451 кб, OGG)
- Авторы — Брайан Уилсон / Тони Эшер
- Длительность — 3:11
- Вокал — Брайан Уилсон
- Записана: 14 февраля, 10 марта, 13 апреля 1966 года

Песня была названа критиками «откровенным криком души». «I Just wasn’t Made for These Times» была первой композицией в истории популярной музыки, в которой использовался такой инструмент, как электротерменвокс — электрический аналог обычного терменвокса. Его звучание придало композиции загадочности. Партию электротерменвокса выполнил один из его изобретателей, Пол Таннер — в дальнейшем он играл на нём и в песне «Good Vibrations». Уилсон вспоминал, что очень боялся «ужасных» звуков терменвокса в детстве и даже не помнил, когда и зачем он решил приобрести этот инструмент. Сначала петь эту песню собирался Деннис Уилсон, но в конце все вокальные партии исполнил сам Брайан.
«Pet Sounds»
- Перевод «Любимые звуки» или «Звуки домашних животных»
- Прослушать отрывок (83 кб, OGG)
- Авторы — Брайан Уилсон
- Длительность — 2:20
- Записана: 17 ноября 1965 года

Второй инструментал альбома, также записанный при участии симфонического оркестра. Первоначально песня была названа «Run James Run» (с англ. — «Беги, Джеймс, беги») — намек на то, что её предполагалось использовать в фильме про Джеймса Бонда. Банка от «Кока-колы», заполненная камнями, используется в песне как ударный инструмент.
«Caroline, No»
- Перевод «Кэролайн, нет»
- Прослушать отрывок (287 кб, OGG)
- Авторы — Брайан Уилсон / Тони Эшер
- Длительность — 2:52
- Вокал — Брайан Уилсон
- Записана: 31 января 1966 года

Собачий лай и шум проходящего поезда в конце финальной песни альбома не были включены в песню, а добавлены специально в конце альбома для оригинального завершения. Уилсон записал лай своих собак Банана и Луи на магнитофон, а затем в коллекции разнообразных звуков в студии нашёл запись шума поезда и также добавил его в песню. Этот момент обыграли The Beatles в своей песне «Good Morning Good Morning».
Брайан назвал песню «одной из самых очаровательных и самых личных песен», что он создал, «о взрослении и потере невинности, чистоты». Героиня песни сначала называлась Кэрол, но когда Эшер пропел Брайану слова «Oh Carol, I Know» (с англ. — «О Кэрол, я знаю»), поэтому вместо этого послышалось «Oh Caroline, no» (с англ. — «О Кэролайн, нет»), и они вдвоем решили, что так даже удачнее.

#### Дополнительные композиции
«Hang on to Your Ego»
- Перевод «Удерживай свое эго»
- Длительность — 3:18
- Вокал — Брайан Уилсон
- Записана: 9 февраля 1966 года

Первоначальная версия песни «I Know There’s an Answer».
«Trombone Dixie»
- Перевод «Тромбоновый диксиленд»
- Длительность — 2:53
- Записана: ноябрь 1965 года

Третий инструментал, полностью записанный во время сессий звукозаписи Pet Sounds, но не попавший на пластинку и пролежавший на полке в студии до 1990 года, после чего его включили в первое CD-издание альбома.
«Unreleased Backgrounds»
- Длительность — 0:50
- Записана: март 1966 года

Неиспользованная вокальная дорожка для песни «Don’t Talk (Put Your Head on My Shoulder)».

## Музыканты, принявшие участие в записи
The Beach Boys
- Брайан Уилсон — вокал, орган, фортепиано, гитара, аранжировки, музыка, продюсер записи
- Деннис Уилсон — вокал, ударные
- Карл Уилсон — вокал, гитара
- Ал Джардин — вокал, тамбурин
- Брюс Джонстон — пение
- Майк Лав — пение

Дополнительный персонал
| - Кайл Беркет — гитара - Арнольд Белник — скрипка - Чак Бергхофер — бас - Хэл Блейн — ударные, перкуссия - Норман Ботник — альт - Джулиус Вехтер — перкуссия - Джерри Уильямс — перкуссия - Гарри Гаямс — альт - Джеймс Гетцофф — скрипка - Джим Гордон — барабаны, перкуссия - Билл Грин — саксофон, флейта, перкуссия - Леонард Хартман — английский рожок, кларнет - Джим Хорн — саксофон, флейта - Пол Хорн — саксофон - Джулс Джейкоб — флейта - Плас Джонсон — саксофон, перкуссия - Эл де Лори — фортепиано, клавесин, орган - Джозеф ДиФьоре — альт - Джастин ДиТулльо — виолончель - Майк Дизи — гитара - Стив Дуглас — саксофон, кларнет, перкуссия, флейта - Джесс Эрлик — виолончель - Тибор Зелиг — скрипка - Глен Кэмпбелл — гитара - Фрэнк Кепп — перкуссия - Эл Кейси — гитара - Рэй Кетон — труба - Джерри Коул — гитара - Гэри Коулмен — перкуссия - Кэрол Кей — бас-гитара - Берни Кессел — мандолина, гитара - Бобби Клейн — саксофон - Лари Нетчел — орган | - Уильям Кураш — скрипка - Эндрю Максон — бас - Леонард Маларски — скрипка - Фрэнк Марокко — аккордеон - Гейл Мартин — тромбон - Ник Мартинис — барабаны - Терри Мелчер — тамбурин - Майк Мелвойн — клавесин - Джей Мильори — саксофон, кларнет, флейта - Томми Морган — гармоника - Джек Нимиц — саксофон - Билл Питмен — гитара - Рэй Полман — мандолина, гитара, электрический бас - Дон Рэнди — фортепиано - Джером Райслер — скрипка - Лайл Риц — бас, гавайская гитара - Алан Робинсон — английский рожок - Джозеф Саксон — виолончель - Ральф Саффер — скрипка - Сид Сарп — скрипка - Билли Стрейндж — гитара - Рон Сволоу — тамбурин - Эрни Тэк — тромбон - Пол Танер — электрический терменвокс - Дарел Тервиллигер — альт - Томми Тедеско — гитара - Ричи Фрост — барабаны, перкуссия - Карл Фортина — аккордеон |

Другие
Ральф Балантин, Брюс Ботник, Чак Бриц, Лере Левин — звукоинженеры

## Издания альбома
| Страна         | Дата            | Лейбл                                         | Формат                   | Каталог         |
| -------------- | --------------- | --------------------------------------------- | ------------------------ | --------------- |
| США            | 16 мая 1966     | Capitol Records                               | LP (моно)                | T 2458          |
| США            | 16 мая 1966     | Capitol Records                               | LP (стерео)              | DT 2458         |
| США            | 1974            | Capitol, Reprise Records, Warner Bros. Record | LP (стерео)              | 2MS 2083        |
| Великобритания | 1990            | Capitol Records                               | CS                       | 238-7484214     |
| Европа         | 1990            | Capitol Records                               | CS                       | 238-7484214     |
| США            | 9 октября 2012  | Capitol Records                               | HDCD (моно)              | 50999 404426 24 |
| США            | 9 октября 2012  | Capitol Records                               | CD (стерео, ремастеринг) | 50999 404426 24 |
| Япония         | 1977            | Capitol Records                               | LP                       | ECS-70111       |
| Япония         | 21 декабря 1988 | Capitol Records                               | CD                       | CP28-1003       |
| Россия         | 2003            | SomeWax Recordings                            | CD                       | SW113-2         |
| Новая Зеландия | 1974            | Capitol Records                               | LP (стерео)              | ST 2458         |

## Хит-парад

### Альбом
| Год  | Чарт                 | Позиция |
| ---- | -------------------- | ------- |
| 1966 | Billboard 200 Albums | 10      |
| 1966 | Top 40 Album Chart   | 2       |
| 1972 | Billboard 200 Albums | 50      |
| 1990 | Billboard 200 Albums | 162     |
| 2001 | Top Internet Albums  | 24      |

### Синглы
| Год  | Песня                                        | Максимальная позиция | Максимальная позиция | Максимальная позиция | Максимальная позиция | Максимальная позиция | Максимальная позиция | Каталог      |
| Год  | Песня                                        | США                  | ВЕЛ                  | АВС                  | НИД                  | НОР                  | НОЗ                  | Каталог      |
| 1966 |                                              |                      |                      |                      |                      |                      |                      |              |
| ---- | -------------------------------------------- | -------------------- | -------------------- | -------------------- | -------------------- | -------------------- | -------------------- | ------------ |
| 1966 | «Sloop John B»/«You’re So Good to Me»        | 3                    | 2                    | —                    | 1                    | 1                    | —                    | Capitol 5602 |
| 1966 | «Wouldn’t It Be Nice» «God Only Knows»       | 8 39                 | — 2                  | 2 —                  | — 11                 | — 6                  | 12 —                 | Capitol 5706 |
| 1966 | «Good Vibrations»/«Let’s Go Away For Awhile» | 1                    | 1                    | 2                    | 4                    | —                    | 1                    | Capitol 5676 |
| 1967 | «Darlin»/«Here Today»                        | 19                   | 11                   | —                    | 21                   | —                    | 10                   | Capitol 2068 |

## Награды
- 1998 — Зал славы премии «Грэмми»

## Списки критиков
| Год  | Организация         | Категория                                                           | Место |
| ---- | ------------------- | ------------------------------------------------------------------- | ----- |
| 1993 | The Times           | 100 Лучших альбомом за все времена                                  | 1     |
| 1993 | New Musical Express | Топ-100 Альбомов по версии New Musical Express                      | 1     |
| 1995 | Mojo                | 100 Великих альбомов за все времена по версии Mojo                  | 1     |
| 1997 | The Guardian        | 100 Лучших альбомов                                                 | 6     |
| 1997 | Channel 4           | 100 Великих альбомов                                                | 33    |
| 2000 | Virgin              | Топ-100 Альбомов по версии The Virgin                               | 18    |
| 2001 | VH1                 | Топ Великих альбомов по версии VH1                                  | 3     |
| 2002 | BBC                 | BBC 6 Music: Лучшие альбомы за все времена                          | 11    |
| 2003 | Rolling Stone       | 500 величайших альбомов всех времён по версии журнала Rolling Stone | 2     |
| 2006 | Q                   | 100 Великих альбомов по версии Q                                    | 12    |
| 2006 | The Observer        | 50 Альбомов, изменивших музыку                                      | 10    |
| 2015 | Platendraaier       | Топ-30 альбомов 1960-х                                              | 7     |
| 2016 | Uncut               | 200 Великих альбомов всех времён                                    | 1     |